# Exocelina
Exocelina är ett släkte av skalbaggar. Exocelina ingår i familjen dykare.

## Dottertaxa tillExocelina, i alfabetisk ordning[1]
- Exocelina abdita
- Exocelina aipo
- Exocelina aipomek
- Exocelina allerbergeri
- Exocelina ascendens
- Exocelina astrophallus
- Exocelina atowaso
- Exocelina atra
- Exocelina atrata
- Exocelina atripennis
- Exocelina aubei
- Exocelina australiae
- Exocelina australis
- Exocelina bacchusi
- Exocelina bagus
- Exocelina barbarae
- Exocelina bimaculata
- Exocelina boulevardi
- Exocelina broschii
- Exocelina brownei
- Exocelina brunoi
- Exocelina burwelli
- Exocelina casuarina
- Exocelina charlottae
- Exocelina commatifera
- Exocelina creuxorum
- Exocelina damantiensis
- Exocelina danae
- Exocelina desii
- Exocelina elongatula
- Exocelina erteldi
- Exocelina ferruginea
- Exocelina feryi
- Exocelina flammi
- Exocelina fume
- Exocelina gapa
- Exocelina gaulorum
- Exocelina gelima
- Exocelina glypta
- Exocelina gracilis
- Exocelina heidiae
- Exocelina hintelmannae
- Exocelina inexspectata
- Exocelina interrupta
- Exocelina jaseminae
- Exocelina jeannae
- Exocelina kainantuensis
- Exocelina karmurensis
- Exocelina ketembang
- Exocelina koghis
- Exocelina kolleri
- Exocelina larsoni
- Exocelina leae
- Exocelina lilianae
- Exocelina maculata
- Exocelina madangensis
- Exocelina manfredi
- Exocelina marinae
- Exocelina me
- Exocelina melanaria
- Exocelina messeri
- Exocelina miriae
- Exocelina monae
- Exocelina monteithi
- Exocelina munaso
- Exocelina nielsi
- Exocelina niklasi
- Exocelina nomax
- Exocelina novaecaledoniae
- Exocelina ouin
- Exocelina parvula
- Exocelina patepensis
- Exocelina perfecta
- Exocelina poellabauerae
- Exocelina polita
- Exocelina punctipennis
- Exocelina rasilis
- Exocelina rasjadi
- Exocelina remyi
- Exocelina rivulus
- Exocelina rotteri
- Exocelina rufa
- Exocelina sanctimontis
- Exocelina schoelleri
- Exocelina shizong
- Exocelina simoni
- Exocelina simplex
- Exocelina staneki
- Exocelina subjecta
- Exocelina takime
- Exocelina talaki
- Exocelina tarmluensis
- Exocelina ullrichi
- Exocelina vladimiri